# Фахрудин Прљача
Фахрудин Прљача (Сарајево, 3. јануар 1944) бивши је југословенски и босанскохерцеговачки фудбалер. 

## Биографија
Поникао је у фудбалском клубу Сарајево, прошао је све млађе категорије и дебитовао за први тим у сезони 1961/62. Већ следеће сезоне је био стандардан првотимац. Претежно је играо на позицији левог халфа или полутке. Касније је имао проблема са повредама, пао је и у форми, а углавном је седео на клупи за резервне играче.
Круна Прљачине каријере била је шампионска титула са Сарајевом у сезони 1966/67. и сусрети са енглеским Манчестер јунајтедом. Посебно је остала у сећању реванш утакмица у Манчестеру коју су изгубили 2:1. На том мечу је морао пре краја у свлачионицу, пошто га је судија неоправдано искључио у 60. минуту и уз пратњу полиције је отишао у свлачионицу.
Као интернационалац провео је две сезоне у Белгији, у тиму Спортинга из Хаселта, а потом се вратио у матични клуб Сарајево за који је играо до 1975. године. Од активног играња се опростио у дресу Леотара из Требиња.
У дресу А репрезентације Југославије наступио је једном и то 1966. године у пријатељској утакмици против Бугарске (резултат 1:6). Једном је наступио и за Б селекцију.
Након играчке каријере, био је члан председништва ФК Сарајево, председник омладинске комисије. Након рата био је у брезанском Рудару када се такмичио у Првој лиги БиХ. Након тога био је шеф стручног штаба Олимпика и једно време директор Ђерзелеза, а потом је изабран на функцију генералног секретара Фудбалског савеза Федерације БиХ.

## Трофеји
- Сарајево
  - Првенство Југославије: 1966/67.